# Meriones vinogradovi
Meriones vinogradovi és una espècie de mamífer rosegador de la família dels múrids. Viu a Armènia, l'Azerbaidjan, l'Iran, Síria i Turquia. Els seus hàbitats naturals són els semideserts, les muntanyes sense vegetació i els erms. És una espècie en risc mínim, és a dir, no sembla que hi hagi cap amenaça significativa per a la seva supervivència. L'espècie fou anomenada en honor del mastòleg soviètic Borís Vinogràdov.